# Xiyu (Penghu)
Xiyu (chinesisch 西嶼鄉, Pinyin Xi-yǔ Xiang, Pe̍h-ōe-jī Sai-sū-hiong) ist eine Landgemeinde (鄉,  Xiāng) auf den Penghu-Inseln der Republik China (Taiwan).

## Lage und Klima
Die Gemeinde Xiyu (wörtl. „westliche Insel“) liegt im Westen des Penghu-Archipels. Die Hauptinsel ist Yuwengdao (漁翁島). An ihrer Nordspitze liegt die kleine Insel Xiaomenyu (小門嶼). Beide Inseln sind durch eine Meerenge, die an ihrer schmalsten Stelle nur etwa 200 Meter breit ist, voneinander getrennt. Beide Inseln sind durch eine kleine, unter dem damaligen Provinzgouverneur Lee Teng-hui 1983 erbaute Brücke verbunden. Bei Flut hat Yuwengdao eine Küstenlinie von 40,1818 Kilometern und eine Fläche von 18,2028 km², und Xiaomenyu hat eine Küstenlinie von 3,6728 Kilometern und eine Fläche von 0,5121 km². Die natürliche Vegetation besteht aus verschiedenen Gräsern, während Bäume meistens nur innerhalb der Siedlungen anzutreffen sind. Zu den häufig anzutreffenden Gräsern gehören Eleusine indica, Grüne Borstenhirse, Krähenfuß-Gras (Dactyloctenium aegyptium), Bärtiges Gilbgras (Chloris barbata) etc. Andere häufige, niedrigwachsende Pflanzen sind Gaillardia pulchella, Glycine clandestina, Evolvulus alsinoides, Chamaechorie u. a. m.
Die Jahresmitteltemperatur in Xiyu liegt bei 23 °C. Der Februar ist mit 16,2 °C der kälteste und der Juli mit 28,3 °C der heißeste Monat. Im Winter weht der starke Nordostmonsun, der die gefühlte Temperatur niedriger erscheinen lässt. Dadurch, dass es keine natürlichen Barrieren gibt, ist die Windgeschwindigkeit relativ hoch. Der Jahresniederschlag liegt bei 1000 mm. Der Niederschlag fällt vor allem in den Monaten April bis September, während die Monate Oktober bis März relativ trocken sind. Die Siedlungen in Xiyu liegen meistens in natürlichen Senken, wo sie etwas vor dem Nordostmonsun geschützt sind, und in der Nähe von Wasserquellen.

## Geschichte
Seit der Zeit der Sui- und Tang-Dynastie gibt es Belege für einen chinesischen Einfluss in Xiyu. Zusammen mit dem gesamten Penghu-Archipel kam Xiyu in der zweiten Hälfte des 17. Jahrhunderts unter die direkte dauerhafte Kontrolle des chinesischen Kaiserreichs der Qing-Dynastie. Zwischen 1895 und 1945 stand es zusammen mit Taiwan unter japanischer Herrschaft.
Zu dieser Zeit wurde 1920 im Rahmen einer Verwaltungsreform das ‚Dorf‘ (庄,  Zhuang) Xiyu (wörtl. „West-Insel“) gebildet. Als Penghu 1945 zur Republik China kam, wurden die japanischen Verwaltungseinheiten weitgehend beibehalten und aus dem Dorf wurde die ‚Landgemeinde‘ (鄉,  Xiāng) Xiyu.

## Bevölkerung
Im Jahr 1981 hatte Xiyu 11.346 Einwohner. Die Bevölkerungszahl fiel bis auf ein Minimum von 8.977 im Jahr 1996 um danach wieder langsam zuzunehmen auf 9.799 (2016).
| Gliederung Xiyus |
|                  |

## Verwaltungsgliederung
Nach 1945 war Xiyu zunächst in acht Dörfer (村,  Cūn) aufgeteilt: Heheng (合橫村, heute aufgeteilt in Hejie und Hengjiao), Zhuwan (竹灣村, heute Zhuwan und Xiaomen), Da’er (大二村, heute Dachi und Erkan), Chidong (池東村), Chixi (池西村)，Chima (赤馬村), Nei‘an (內垵村), Wai‘an (外垵村).
Die heutigen elf Dörfer sind:
1 Wai’an (外垵村)

2 Nei’an (內垵村)

3 Chima (赤馬村)

4 Chixi (池西村)

5 Chidong (池東村)

6 Erkan (二崁村)

7 Dachi (大池村)

8 Zhuwan (竹灣村)

9 Xiaomen (小門村)

10 Hejie (合界村)

11 Hengjiao (橫礁村)

## Wirtschaft
In der Landwirtschaft werden vor allem Erdnüsse, Kürbisse und Melonen angebaut. Von Bedeutung ist die Küstenfischerei, für die einige kleine künstliche Häfen angelegt wurden.

## Besonderheiten
Auf Xiyu kann die durch die örtlichen Gegebenheiten, durch Fischerei und Landwirtschaft geprägte Kultur besichtigt werden. Als Hauptbaumaterialien für die traditionellen Häuser wurden und werden neben importierten Ziegeln und Fliesen Steine aus Korallenriffen, Basalt und andere örtliche Materialien von der Insel Xiyu verwendet. Der traditionelle Baustil ist am besten im Dorf Erkan bewahrt. Ein touristisches Ziel ist außerdem die Natur der Inseln.

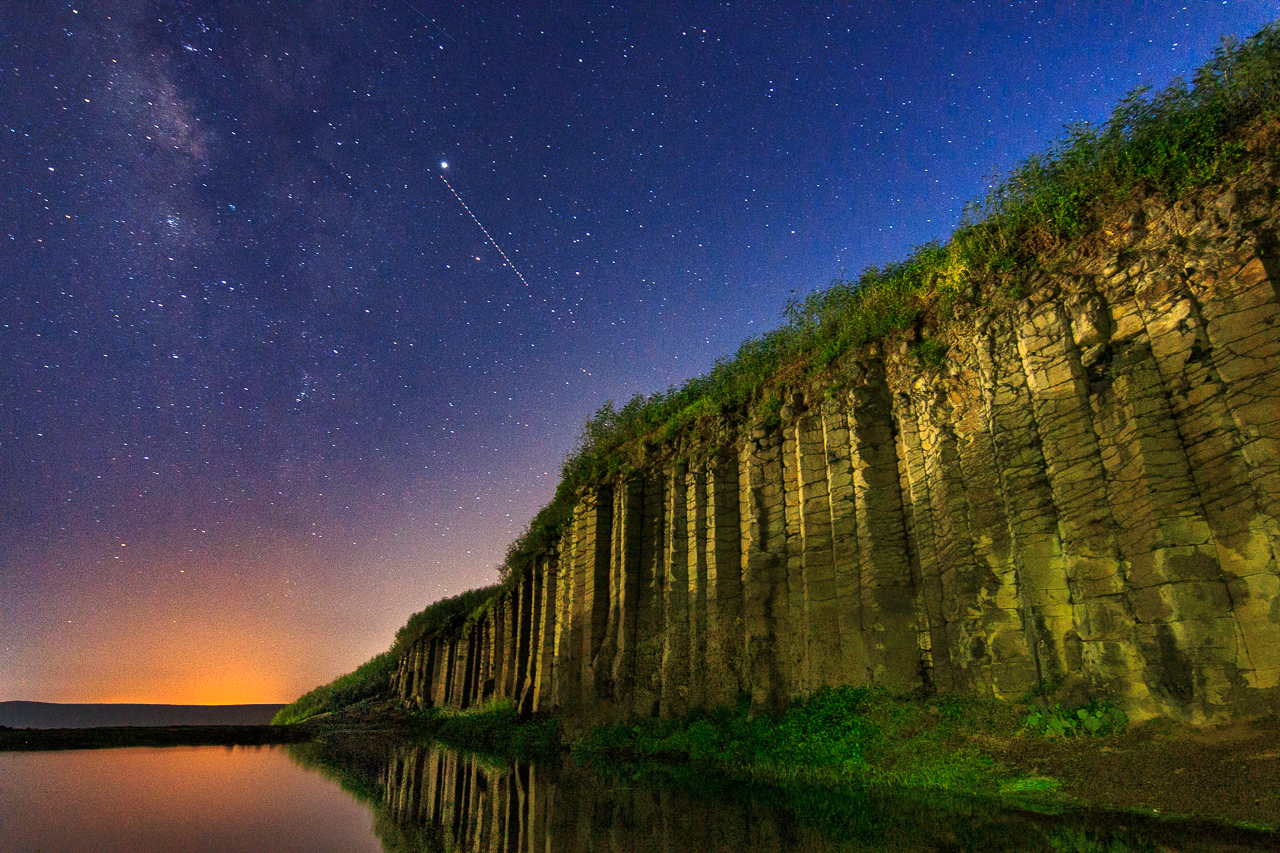
Basaltsäulen im Dorf Erkan bei Nacht
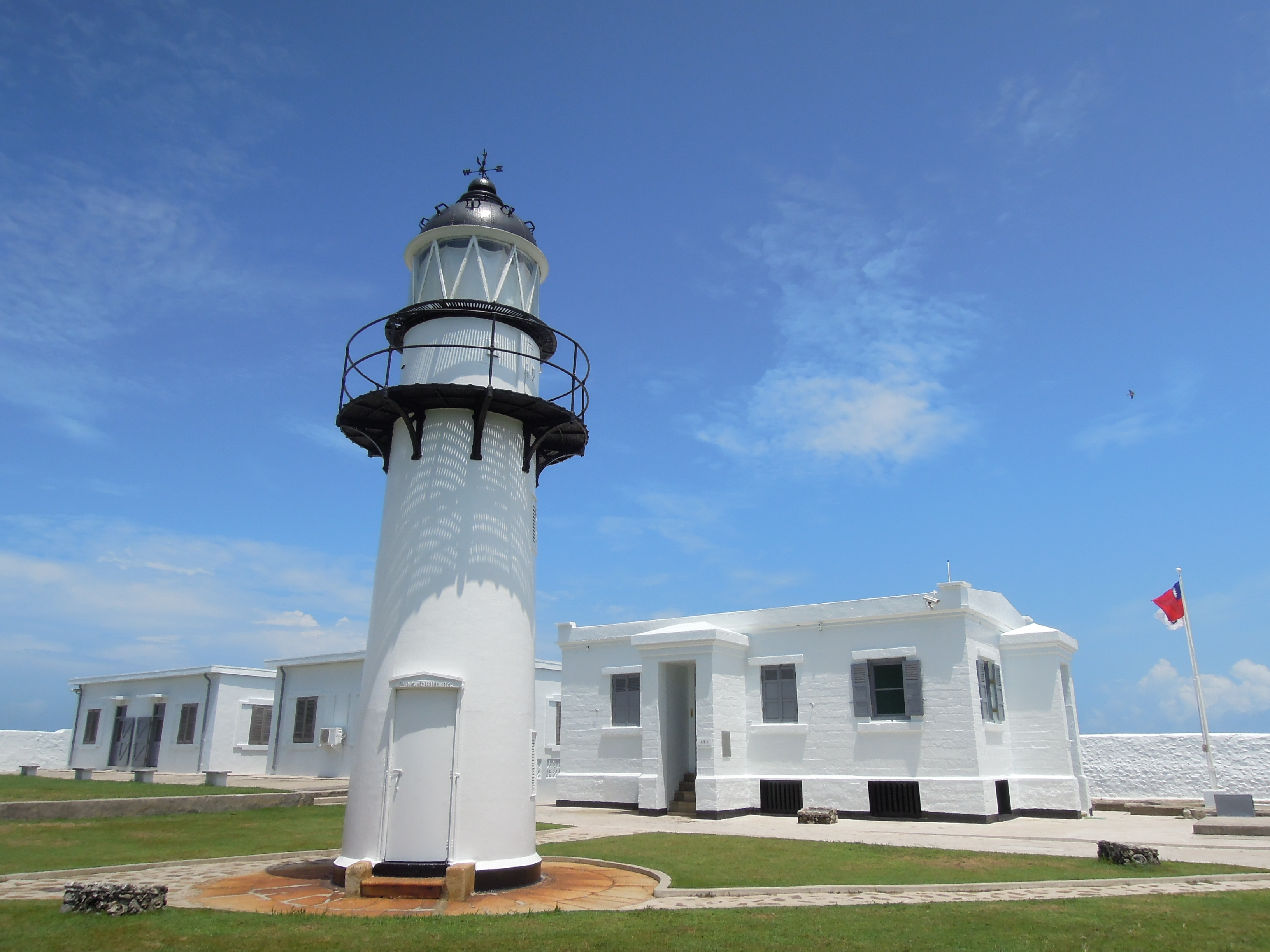
Leuchtturm im Dorf Wai’an
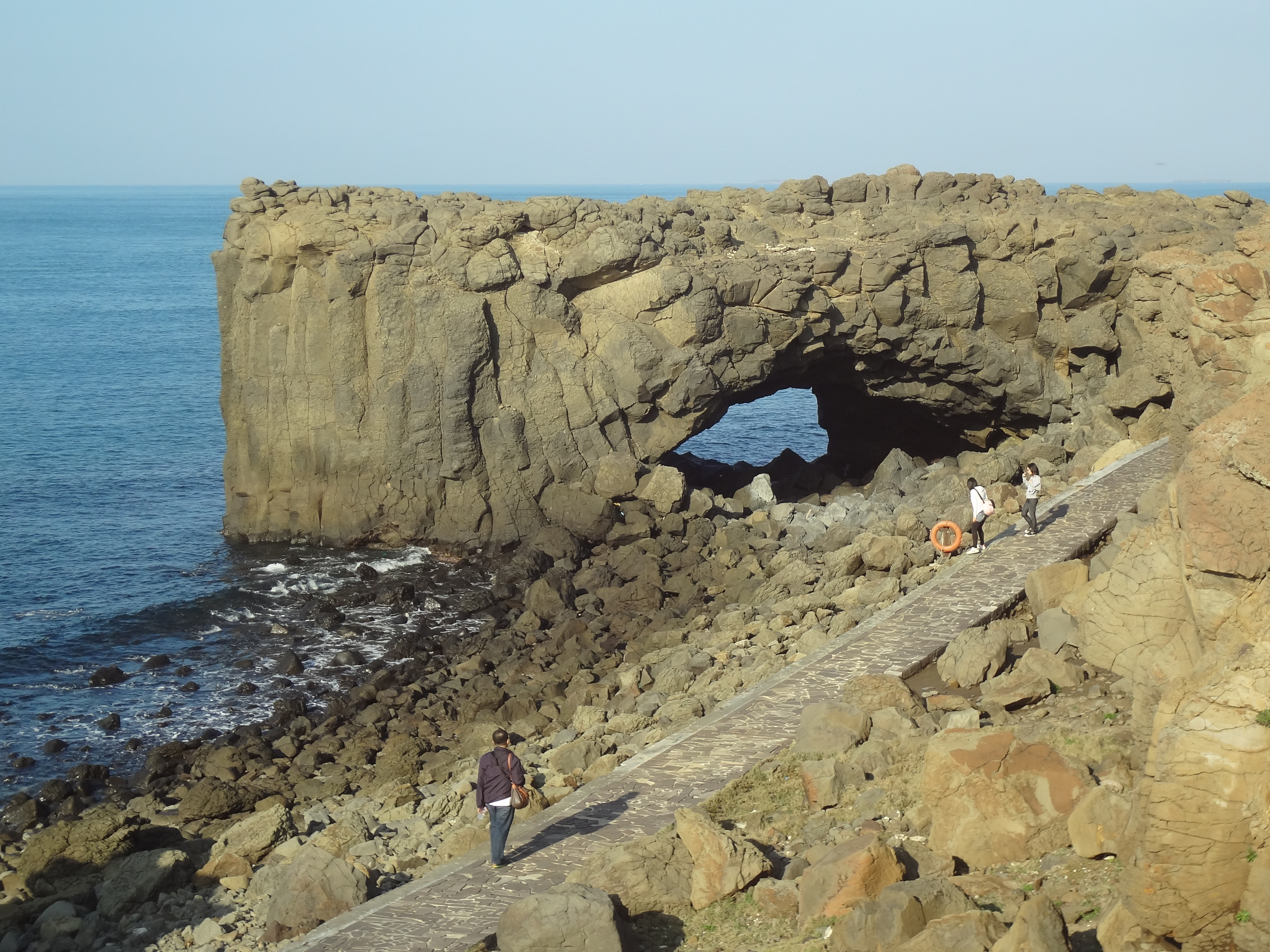
„Walhöhle“ auf Xiaomenyu